# Hedwig und Robert Samuel-Stiftung
Die Hedwig und Robert Samuel-Stiftung ist eine gemeinnützige Stiftung privaten Rechts mit Hauptsitz in Düsseldorf und weltweit rund 59 Mitarbeitern. Der Schwerpunkt der Stiftung liegt in der Ausbildungsförderung wirtschaftlich benachteiligter Jugendlicher und junger Erwachsener – überwiegend in den Ländern Mittelamerikas und Südasiens. Seit 1993 initiiert und realisiert die Stiftung vorrangig eigene Hilfsprojekte zur Berufsausbildung. Förderungsbedürftige junge Menschen erhalten den Zugang zu einer qualifizierten Ausbildung. Zurzeit unterhält die Stiftung eigene Berufsausbildungszentren in Costa Rica, Indien und Nicaragua.

## Geschichte

### Hedwig und Robert Samuel
Die Stiftung geht auf das Düsseldorfer Ehepaar Robert und Hedwig Samuel zurück. Der 1871 in Düsseldorf geborene jüdische Kaufmann Robert Samuel war im Import und Handel von Tabakwaren tätig und belieferte unter anderem den Württembergischen Königshof. 1927 verfügte Robert Samuel testamentarisch die Gründung der Stiftung. Nach dem Tode der kinderlos gebliebenen Eheleute sollte die Stiftung wohltätigen Zwecken dienen. Als finanziellen Grundstock brachte Robert Samuel das sogenannte „Hohenzollernhaus“ in Düsseldorf in die Stiftung ein.
Nach dem Tod von Robert Samuel im Januar 1931 wurde die Stiftung aufgrund der testamentarischen Verfügung am 3. Juni 1932 durch Genehmigung des preußischen Justizministeriums offiziell anerkannt. In der Folgezeit versuchten Behörden und nationalsozialistische Organisationen, Zugriff auf das vermeintlich jüdische Vermögen zu erlangen. Die staatlichen Organe blockierten sich jedoch gegenseitig, und da der Stiftungszweck keinerlei Bezüge zu jüdischen Nutznießern aufwies, überdauerte die Stiftung das Dritte Reich.
Mit Beendigung des testamentarisch festgelegten Nießbrauchs wurde die Stiftung 1976 nach dem Tod der Mitstifterin Hedwig Samuel aktiv. Die Mittel, die der Stiftung ab 1976 als Vermögenserträge zuflossen, wurden zunächst überwiegend für die dringend notwendige Renovierung des „Hohenzollernhauses“ an der Königsallee benötigt, das 1942 durch eine Brandbombe schwere Schäden erlitten hatte.

### Beginn der Hilfeleistungen
Nach dem Abschluss der Substanzerhaltungsmaßnahmen und dem Aufbau einer eigenen Infrastruktur war es der Stiftung möglich, größere Projekte zu fördern. Zu dieser Zeit betätigte die Stiftung sich als reine Förderstiftung und unterstützte überwiegend soziale Projekte in Düsseldorf und Umgebung.

### Ausland
Mitte der 1980er Jahre weitete die Samuel-Stiftung ihre Hilfe für sozial Bedürftige erstmals auf das Ausland aus. Angetrieben von der immer deutlicher zutage tretenden Armut in den Ländern des globalen Südens weitete die Stiftung ihren Aktionsradius geografisch aus. Anfänglichen Spenden an andere Entwicklungshilfsorganisationen folgten direkte Hilfeleistungen. Die Stiftung verlagerte ihren Förderschwerpunkt hin zu operativen Projekten, sodass in relativ kurzer Zeit ausländische Vertretungen in Costa Rica (1987), Nicaragua (1989–2024), Indien (1993) und Thailand (2002–2017).

## Stiftungskapital

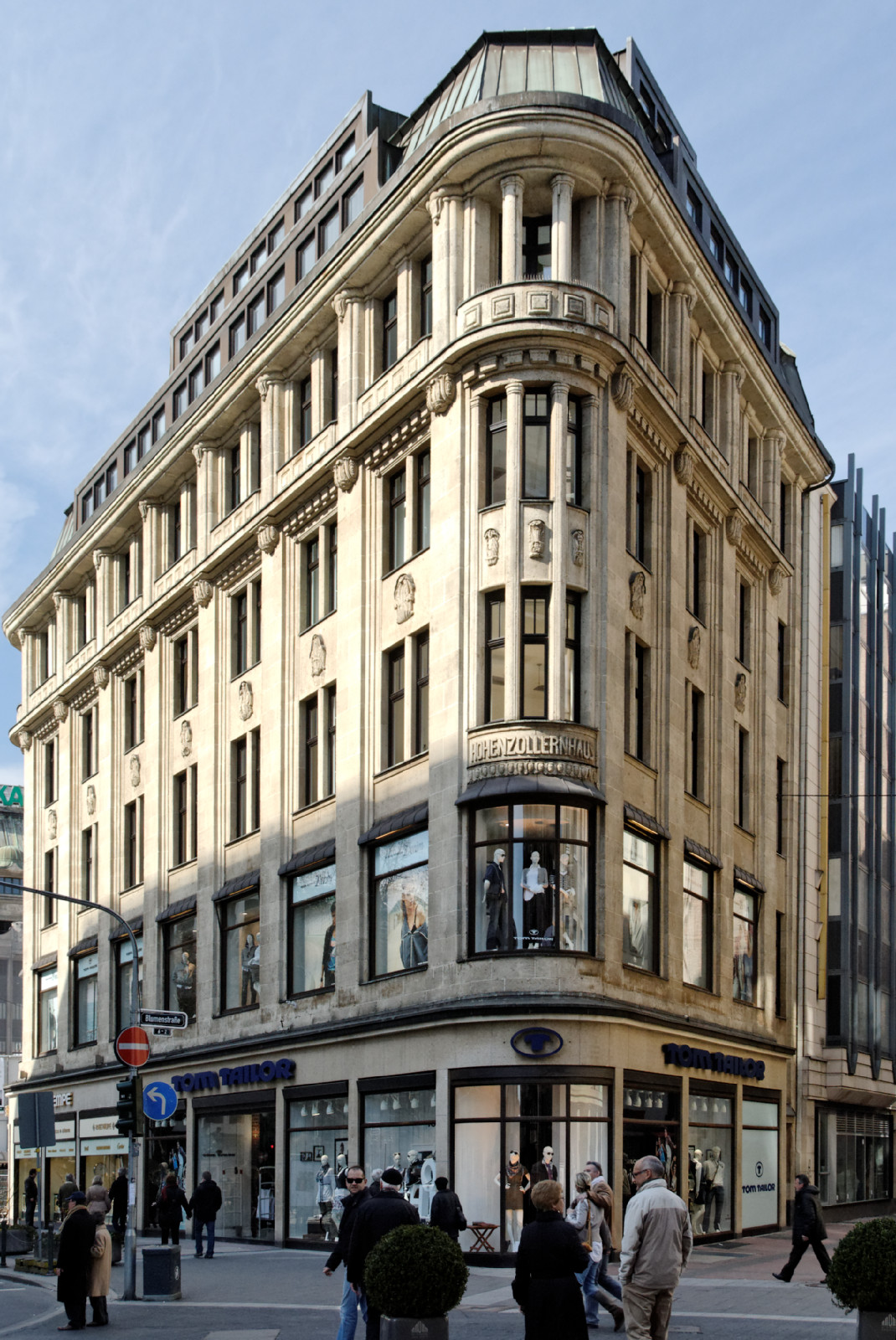
Das „Hohenzollernhaus“ in Düsseldorf

Die Finanzierung erfolgt zu 90 % aus der Vermögensverwaltung und zu 10 % aus Projekterlösen. Die Vermögensverwaltung generiert ihr Einkommen durch Miet- und Kapitalerträge der stiftungseigenen Immobilien.

### Einnahmen und Ausgaben
Die jährlichen Einnahmen 2023 lagen bei rund 2,8 Mio. Euro, die Ausgaben bei 1,8 Mio. Euro. Von den Ausgaben entfielen rund 75 % auf die Projektförderung, 16 % auf Projektbegleitung, 4 % auf Verwaltung, 4 % auf Öffentlichkeitsarbeit und Spendenwerbung, 1 % auf Wechselkursumrechnung, Zinsen und Abschreibungen.

### Hohenzollernhaus
Das sogenannte „Hohenzollernhaus“ ist ein sechsstöckiges Geschäftshaus mit Ladenzeile an der Königsallee 14 in Düsseldorf. Dort befindet sich auch der Hauptsitz der Stiftung. Das Gebäude war 1907 von Robert Samuel erworben und von ihm nach dem Umbau durch den Architekten Hermann vom Endt für die Lagerung und Verkauf der Zigarren sowie für Büroräume genutzt worden. Der Name des Hauses entstand vermutlich aus der Tätigkeit Samuels als Hoflieferant des württembergischen Königshauses der Hohenzollern. Im Zweiten Weltkrieg durch eine Brandbombe schwer beschädigt, wurde das Haus nach dem Krieg schrittweise renoviert und erweitert. Seit der Gesamtsanierung und dem Wiederaufbau des historischen Daches Anfang der 1980er Jahre bildet das Haus die wichtigste Finanzgrundlage der Stiftungstätigkeit.

## Weitere Projekte
Neben dem Schwerpunkt Berufsausbildung für wirtschaftlich benachteiligte und förderungswürdige Jugendliche im gewerblichen und kaufmännischen Bereich unterstützt die Samuel-Stiftung auch immer wieder lokale wie auch internationale Einzelprojekte, auf die sie im Rahmen ihrer Stiftungsarbeit aufmerksam geworden ist. In Deutschland ist die Stiftung Begründerin und Mitgesellschafterin der Organisation KiD gGmbH, einer stationären Facheinrichtung für missbrauchte Kinder in Düsseldorf.